# Asterios
Asterios (řecky Ἀστερίων, latinsky Asterius) je v řecké mytologii jméno nejméně dvou mužů, jeden byl smrtelník a druhý mytologická bytost.

## Asterios – krétský král
Do mýtů se zapsal svou epizodní, přesto důležitou rolí: když Zeus svedl krásnou Európu, dceru krále Agénora, ona mu zplodila tři syny jménem Mínós, Rhadamanthys a Sarpédón.
Nejvyšší bůh Zeus se s Európou neoženil, ale z jeho vůle se jejím manželem stal krétský král Asterios. Jelikož sám byl bezdětný, tři syny své manželky poté adoptoval.

## Asterios – syn obra
Otcem tohoto Asteria byl obr Anax, syn Úranův a Gain, vládce v zemi Anaktoria (snad pozdější Mílétos).
Mladík jménem Mílétos, syn boha Apollóna a nymfy Areie, byl prý milencem Sarpédonovým a jeho bratr Mínós vypudil Míléta z Kréty. Mílétos potom uprchl do Malé Asie, kde založil město a pojmenoval je svým jménem. Mílétos se utkal s obrem Asteriem a v boji ho zabil.